# Гокейеттан
Гокейеттан (швед. Hockeyettan — третя за рівнем хокейна ліга Швеції, після Гокейаллсвенскан. Була створена в 1999 як Дивізіон 1.

## Історія
У 1944—1975 роках  назву Дивізіон 1 мала вища за рівнем ліга Швеції, замість якої 1975 року була сформована Елітсерія, а з 2014 року такою стала Шведська хокейна ліга. 
У 1975—1999 роках  назву Дивізіон 1 носила друга за рівнем ліга Швеції, однак 1999 року її місце зайняла ліга Аллсвенскан, від 2005 року — Гокейаллсвенскан. 
Тому надалі у сезонах 1999–2014 років вже третя ліга називалася Дивізіон 1. Від квітня 2014 року перейменована на Гокейеттан.

## Структура
Від сезону 2014–2015 років у Гокейеттан виступає 48 команд, а змагання проводяться у 4 групах, сформованих за географічним принципом (по 12 команд у кожній групі). 
Змагання відбуваються в кілька етапів. Зрештою команди, які зайняли на першому етапі два останні місця у другій лізі (Гокейаллсвенскан), проводять кваліфікаційний турнір з чотирма кращими клубами Гокейеттан за право виступати наступного року в Гокейаллсвенскан.
Найслабші за результатами сезону клуби проводять кваліфікаційний турнір з кращими командами четвертої ліги (Дивізіон 2) за право виступати наступного року в Гокейеттан.

## Команди Гокейеттан, які перейшли до Хокей-Аллсвенскан
- 2014: «Віта Гестен» (Норрчепінг)
- 2015: «Пантерн» (Мальме), ІФ Сундсвалль, Тінгсридс АІФ
- 2016: Вестервікс ІК, Седертельє СК
- 2017: «Троя-Юнгбю» (Юнгбю)
- 2018: Вестерос ІК